# 모션 픽처
모션 픽처(영어: Motion Picture)는 1911년부터 1977년까지 발행된 영화에 관한 미국 월간 팬 매거진이다. 마지막으로 맥패든 퍼블리케이션에 의해 발행되었다.